# 제프 버그먼
제프 버그먼(영어: Jeff Bergman, 1960년 7월 10일 ~ )은 미국의 성우이다.

## 출연 작품
- 스페이스 잼: 새로운 시대 (2021)
- 배트맨: 리턴 오브 더 케이프트 크루세이더스 (2016)
- 더 클리브랜드 쇼 (2009)
- 쇼킹 패밀리 (1999)
- 벅스 버니 단편 - 버니 강탈자의 침입 (1992)
- 벅스 버니 단편 - 브루퍼 버니! (1991)
- 벅스 버니 단편 - 박스-오피스 버니 (1990)
- 그렘린 2 - 뉴욕 대소동 (1990)